# Craterul Puciej-Katunki
Craterul Puciej-Katunki este un crater de impact meteoritic în Regiunea Nijni Novgorod în Districtul Federal Volga, Rusia. 

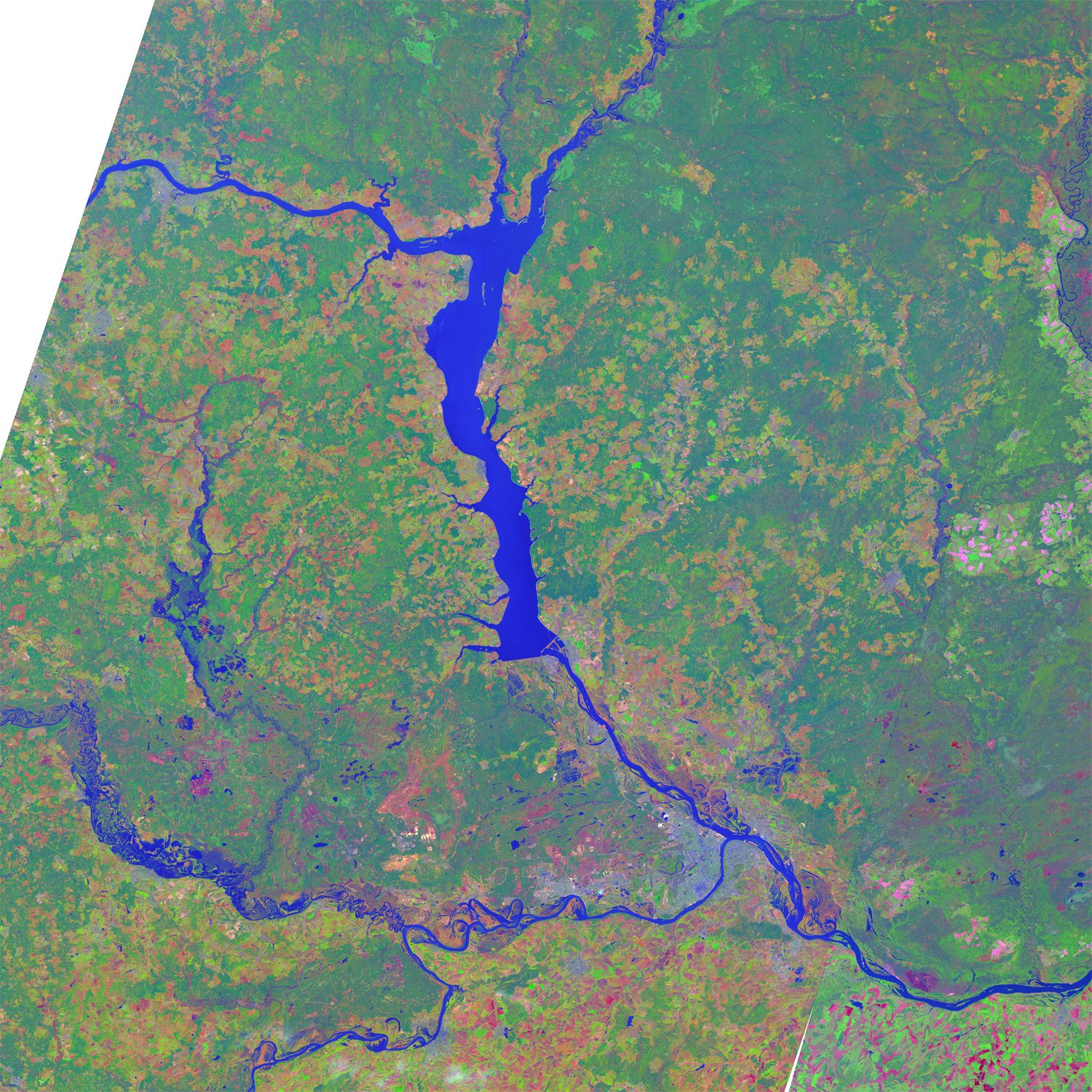
Craterul Puciej-Katunki

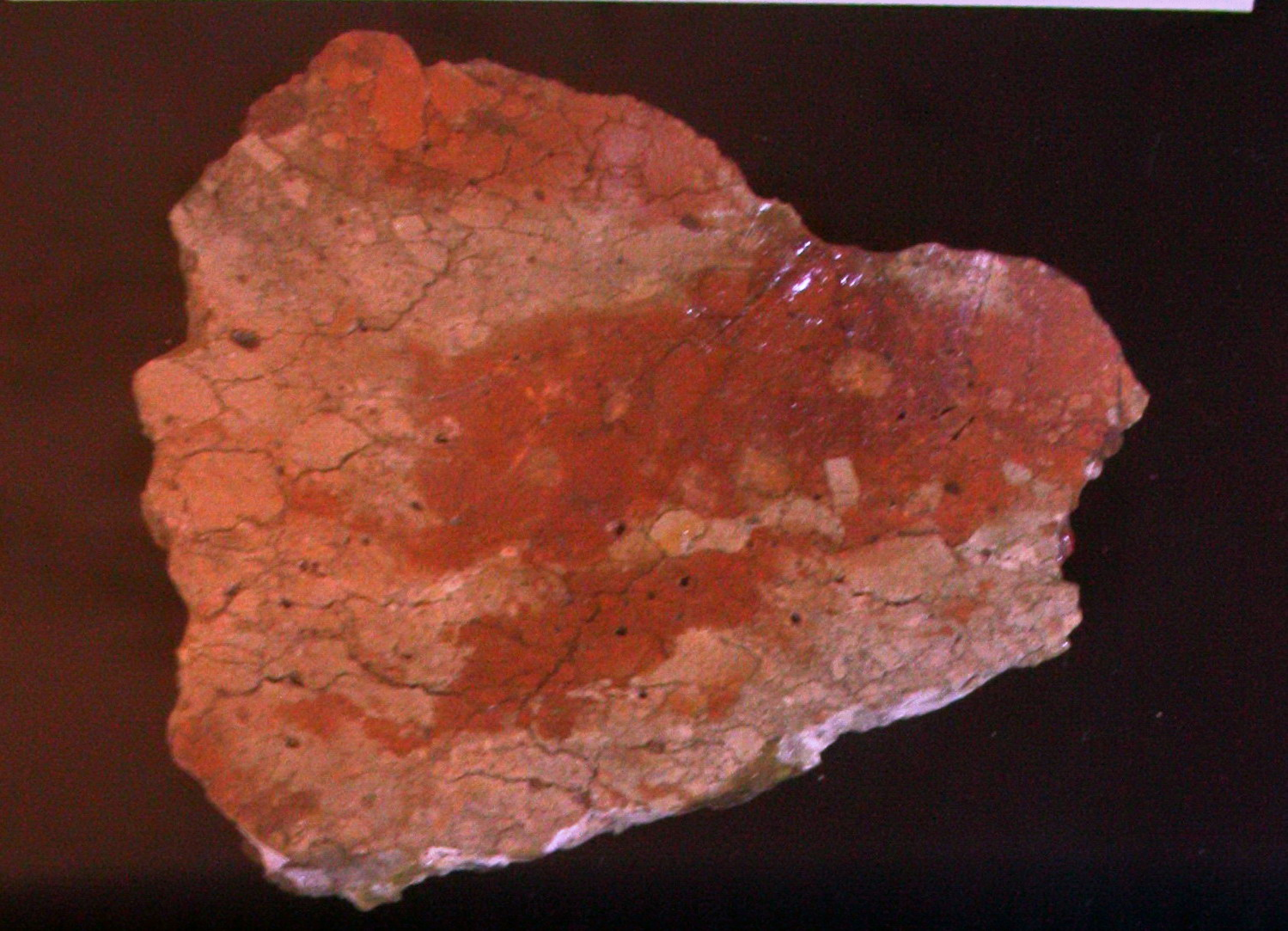
Lut de minerale care a suferit un șoc de la Craterul Puchej-Katunki, această bucată se află în Muzeul Astronauticii de la Moscova.

## Date generale
Acesta are 80 km în diametru și se estimează a avea vârsta de aproximativ 167 ± 3 milioane de ani, plasându-l în Jurasicul mijlociu. Craterul nu este expus la suprafață, dar apare ca variație în vegetație.
Domul central, depresiunea inel, și inelul terasei structurii de impact de 80 km lățime sunt aproape complet îngropate sub sedimentele neogene și cuaternare, cu impactite expuse găsite doar pe malul fluviului Volga.
Unul dintre cele mai mari șase cratere de impact cunoscute din Fanerozoic, craterul Puciej-Katunki este singurul care nu este considerat ca un factor într-un eveniment de dispariție biotică. Nu există nicio extincție semnificativă cunoscută în Jurasicul mijlociu.